# Sky Georgia
Sky Georgia (georgiska: საერთაშორისო ავიაკომპანია „სქაი ჯორჯია“, Saertasjoriso aviakompania sqai dzjordzjia) är ett flygbolag från Tbilisi i Georgien med Tbilisis internationella flygplats som bas. 
Bolaget bildades år 1998 som Air Bisec. År 2004 döptes det om till Georgian National Airlines. Det nuvarande namnet, Sky Georgia, togs i bruk år 2008. I oktober 2009 ställde flygbolaget in alla schemalagda flygningar och meddelade att man hade för avsikt att i stället inrikta sig på fraktflygningar. År 2010 leasade man fyra ryska Iljusjin Il-76-flygplan. 
Sedan januari 2011 har bolaget inga schemalagda flygningar eller destinationer.
Per januari 2011 hade Sky Georgia en flotta bestående av ett flygplan: ett 36 år gammalt Douglas DC-9-50, införskaffat år 2008.